# The F Word

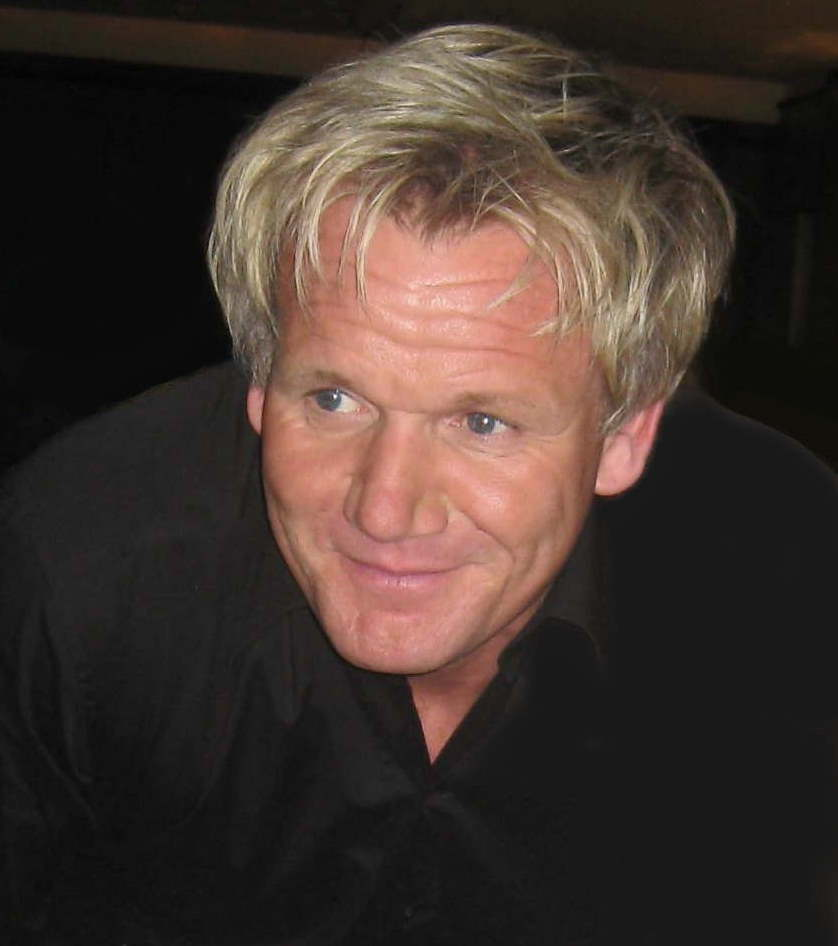
Gordon Ramsay en 2010

The F word (también llamado Gordon Ramsay’s F Word) es un programa de cocina y revista de alimentos británica, con la colaboración del chef Gordon Ramsay. El programa cubre una gran gama de temas, desde recetas hasta la preparación de comida y la comida de las celebridades de moda. El programa está hecho por Optomen Television y transmitido semanalmente por canal 4. El tema musical de la serie es “The F-Word” de los Babybirds del álbum Bugged

## Segmentos del programa
Cada episodio está basado alrededor de Ramsay, preparando una comida de tres tiempos en el restaurante de F Word para 50 invitados. Incluidas celebridades, quienes participan en conversaciones, retos y competencias de cocina contra Ramsay. Otros segmentos se enfocan en la relación con temas de comida tales como comidas alternativas, comidas saludables y siempre con la demostración de las recetas hechas por el chef Ramsay para los televidentes. Finalmente hay una función de serie de duración sobre criaderos en casa ganado o aves que en última instancia sirve a los comensales F Word en el final de la serie.

### Serie 1
La primera serie se basa alrededor de la campaña de “Lograr que las mujeres regresen a la cocina”. Aquí Ramsay visita varios hogares ingleses para ayudar a las mujeres que buscan mejorar sus habilidades culinarias. El crítico de el restaurante “The times’” Giles Coren y la escritora de comida Rachel Coore participan en su campos correspondientes quienes presentan reportes únicos de la comida de moda y alimentación saludable respectivamente. Dos o tres elegidos (tomados de clientes de participantes) se enfrentan en cada episodio para ganar un puesto en uno de los restaurantes de Ramsay. Ramsay cría pavos en su jardín de modo que sus hijos ganaron una mejor comprensión de donde provenía su comida. El chef y presentador de televisión Hugh Fearnley-Whittingstal regularmente da consejos sobre la crianza de pavos de corral. Los pavos, después, fueron nombrados como otros chefs famosos, por ejemplo, Ainsley, Antony y Nigella. El reto del pudding (postre) regularmente enfrentaba a Ramsay con un invitado famoso, el ganador tenía el honor de servir el postre ante los comensales del restaurante F-word

### Serie 2
El tema de la serie hizo hincapié en la importancia de comer el domingo con la familia con la enseñanza Ramsay para preparar esta comida en una base regular. A partir de la segunda serie en adelante, el restaurante tenía 50 comensales que pagan por ser atendidos por una brigada de aficionados. Si los comensales encuentran poco satisfactoria su comida, podrían optar por no pagar por esa comida. Janet Street-Porter se convirtió en corresponsal regular de la serie. Giles Coren sólo apareció en un segmento de Pimp fenómeno Snack-. El desafío de la leche con celebridades fue cambiado a un concurso de cocina en general, mientras que Ramsay crio a un par de cerdos en su jardín, a los que llamó Trinny y Susannah. Hugh Fearnley-Whittingstall volvió a ofrecer asesoramiento sobre el aumento de peso de los cerdos. A diferencia de la Serie 1, la segunda serie de la serie se transmite generalmente después de 21:00, lo que significa que la mala lengua infame de Ramsay ya no está censurada.

### Serie 3
Esta serie hizo una campaña diciendo que "la comida rápida no tiene por qué significar la comida basura", con Ramsay mostrando a la gente cómo preparar una cena sencilla en menos de 30 minutos. La mejor brigada de aficionados de la semana fue recompensada con el prestigio de la cocina en el restaurante de Ramsay en el final de la serie. Ramsay cría en su casa un par de corderos Charollais-galesa, llamada Charlotte y Gavin. También hubo un alargamiento de la serie en la búsqueda de una nueva "Fanny Cradock".

### Serie 4
En esta serie participaban la brigada de aficionados semanal con una celebridad y sus familiares. Janet Street-Porter asumió la responsabilidad de la crianza de terneros apodado Elton y David en una granja de Yorkshire del Norte. El columnista en alimentación Tom Parker Bowles apareció en dos episodios. En su primera aparición, visitó Cerdeña muestra rl casu marzu, un queso local con gusanos. En su segunda etapa, trató de cocinar un cerdo entero.

### Serie 5
Una quinta serie se estrenó el 3 de noviembre de 2009, en el Canal 4. La serie se centró en la búsqueda de "el mejor restaurante de la zona de Gran Bretaña". 10 000 nominaciones se redujeron a 18 finalistas, los restaurantes representan nueve platos diferentes, incluyendo latín de cerdo. La segunda ronda participaron los finalistas que sirven sus platos de firma a un grupo de comensales en sus propios establecimientos, seguido de un encuentro de cocina entre los finalistas en el restaurante insignia de Ramsay en el Royal hospital Road, en Chelsea.

## Guía de episodios

### Serie 1
| No°. | celebridades invitadas                                            | Fecha original transmitida en Reino Unido |
| ---- | ----------------------------------------------------------------- | ----------------------------------------- |
| 1    | Al Murray and Martine McCutcheon                                  | 27 Oct 05                                 |
| 2    | Joan Collins and Helen Cosgrove                                   | 3 Nov 05                                  |
| 3    | Christopher Parker                                                | 10 Nov 05                                 |
| 4    | Rachel Cooke                                                      | 17 Nov 05                                 |
| 5    | Jonathan Ross and Gary Rhodes                                     | 24 Nov 05                                 |
| 6    | Richard Wilson, Nancy Dell'Olio, Kim Woodburn and Aggie MacKenzie | 1 Dec 05                                  |
| 7    | Jimmy Carr, Sarah Beeny and Davina McCall                         | 8 Dec 05                                  |
| 8    | Colin Jackson and Janet Street-Porter                             | 15 Dec 05                                 |
| 9    | Sharon Osbourne                                                   | 21 Dec 05                                 |

### Serie 2
| No°. | celebridades invitadas                                              | Fecha original transmitida en Reino Unido |
| ---- | ------------------------------------------------------------------- | ----------------------------------------- |
| 1    | Kathy Burke and Angela Griffin                                      | 21 Jun 06                                 |
| 2    | Cliff Richard and Janet Street-Porter                               | 28 Jun 06                                 |
| 3    | Derren Gough and Jeremy Clarkson                                    | 5 Jul 06                                  |
| 4    | Dermot O'Leary and Janet Street-Porter                              | 12 Jul 06                                 |
| 5    | John Humphreys and Dean Lennox                                      | 19 Jul 06                                 |
| 6    | Michelle Collins and Jonathan Ross                                  | 26 Jul 06                                 |
| 7    | Nick Knowles and Jessie Wallace                                     | 2 Ago 06                                  |
| 8    | John Thompson                                                       | 9 Ago 06                                  |
| 9    | Janet Street-Porter, David Walliams and Hugh Fearnley-Whittingstall | 16 Ago 06                                 |

### Serie 3
| No°. | celebridades invitadas                     | Fecha original transmitida en Reino Unido |
| ---- | ------------------------------------------ | ----------------------------------------- |
| 1    | Dawn French                                | 8 May 07                                  |
| 2    | Ronnie Corbett                             | 15 May 07                                 |
| 3    | James May and Denise Van Outen             | 22 May 07                                 |
| 4    | Alex James and Hugh Fearnley-Whittingstall | 29 May 07                                 |
| 5    | Chris Moyles                               | 5 Jun 07                                  |
| 6    | Ian Botham and Dom Joly                    | 12 Jun 07                                 |
| 7    | Jonathan Ross and Sara Cox                 | 19 Jun 07                                 |
| 8    | Gok Wan and Cat Deeley                     | 26 Jun 07                                 |
| 9    | Ricky Gervais                              | 3 Jul 07                                  |

### Serie 4
| No°. | celebridades invitadas                                  | Fecha original transmitida en Reino Unido |
| ---- | ------------------------------------------------------- | ----------------------------------------- |
| 1    | Wendi Peters and Geri Halliwell                         | 13 May 08                                 |
| 2    | Krishnan Guru-Murthy and Kate Garraway                  | 20 May 08                                 |
| 3    | McFly and Ben Miller                                    | 27 May 08                                 |
| 4    | Melanie Blatt, Nicole Appleton and Jo Brand             | 3 Jun 08                                  |
| 5    | Paddy McGuinness, Dara O'Briain and Jamelia             | 10 Jun 08                                 |
| 6    | John Prescott and Dannii Minogue                        | 17 Jun 08                                 |
| 7    | Angela Griffin and Meatloaf                             | 24 Jun 08                                 |
| 8    | Matt Dawson-Brigade, Edith Bowman and Tom Parker Bowles | 1 Jul 08                                  |
| 9    | Mica Paris                                              | 8 Jul 08                                  |
| 10   | Jessica Hynes                                           | 15 Jul 08                                 |
| 11   | Jon Snow and Emma Bunton                                | 22 Jul 08                                 |
| 12   | Elton John and Graham Norton                            | 29 Jul 08                                 |

### Serie 5
| No°. | celebridades invitadas | Fecha original transmitida en Reino Unido |
| ---- | ---------------------- | ----------------------------------------- |
| 1    | Katie Price            | 3 Nov 09                                  |
| 2    | Lenny Henry            | 17 Nov 09                                 |
| 3    | Kelly Brook            | 17 Nov 09                                 |
| 4    |                        | 24 Nov 09                                 |
| 5    |                        | 1 Dec 09                                  |
| 6    |                        | 8 Dec 09                                  |
| 7    |                        | 15 Dec 09                                 |
| 8    |                        | 22 Dec 09                                 |
| 9    |                        | 29 Dec 09                                 |
| 10   |                        | 5 Ene 10                                  |
| 11   |                        | 6 Ene 10                                  |
| 12   |                        | 7 Ene 10                                  |

## Emisoras Internacionales
El programa ha sido transmitido en todo el mundo, incluyendo los siguientes países:
| País           | Televisora                       |
| -------------- | -------------------------------- |
| Argentina      | Film&Arts/i-Sat                  |
| Australia      | Nine Network 7TWO                |
| Canadá         | BBC Canada Food Network Canada   |
| Finlandia      | MTV3 JIM                         |
| Grecia         | Skai TV                          |
| Hungría        | Paprika TV                       |
| Irlanda        | TV3                              |
| Italia         | Rai 5                            |
| Holanda        | RTL 4                            |
| Nueva Zelanda  | TV One                           |
| Noruega        | VOX                              |
| Filipinas      | Lifestyle Network                |
| Polonia        | BBC Lifestyle                    |
| Portugal       | Sic Radical                      |
| Quebec         | Casa, a specialty channel of TVA |
| Sudáfrica      | BBC Lifestyle                    |
| Corea del Sur  | Dong-a TV                        |
| Suecia         | Kanal 5                          |
| Estados Unidos | BBC América                      |

En Corea del Sur, el programa ha sido renombrado el rey cocinero.

## Controversia

### Mujer en la cocina
Un componente importante de la campaña de Ramsay en la serie 1 fue "lograr que las mujeres volvieran a la cocina". En una encuesta autoadministrada, se encontró que tres cuartas partes de las mujeres no podían cocinar, y un 78 % no cocinaba regularmente por la noche. Las mujeres encuentran en la cocina una tarea, mientras que los hombres nos pareció ser una actividad agradable. Ramsay dijo que las mujeres "saben cómo mezclar cócteles pero no pueden cocinar para salvar sus vidas".
El resultado de Ramsay encontró reacciones halladas. Mientras que algunos de sus contemporáneos, como Nigella Lawson, declaró previamente opiniones similares, otros chefs famosos, como Clarissa Dickson Wright, dijo que la proposición de Ramsay era "basura y unos diez años de retraso". Wright consideró que estos comentarios socavaron el aumento participación de la mujer en las escuelas culinarias de todo el Reino Unido. Sus intenciones se han malinterpretado por algunos que creen que él piensa que las mujeres pertenecen a la cocina o deberían estar haciendo la comida para sus esposos, mientras que su verdadero deseo es ayudar a las mujeres que quieren ser capaces de cocinar pero no tienen la confianza o motivación.

### Masacre animal
Del segundo al último episodio de la primera serie contó con la masacre de seis pavos que se criaron en el jardín de Ramsay. La escena había sido precedida por una advertencia de contenido. 27 espectadores se quejaron de la masacre, lo que llevó a una investigación realizada por Ofcom. Por el contrario, el control de los medios y el Canal 4 también recibieron 18 cartas de apoyo para hacer frente a las quejas. En 2004, Ramsay también había sido criticado por el organismo de control de transmisión para jurar al aire.
En la segunda serie, los espectadores también vieron la masacre de sus dos cerdos, que se planeó a lo largo de la serie. Fueron llevados a un matadero y sus cerebros aturdidos con una descarga eléctrica antes de ser sacrificados. Unos meses antes, otra serie del canal 4, Great Escape italiana de Jamie (con Jamie Oliver) también recibió quejas similares después de que se contó con la masacre de un cordero.
Del mismo modo que los corderos se mantuvieron, fueron sacrificados al final de la serie de tres. Se les había dado advertencias a los espectadores antes del inicio del programa de explicar la naturaleza gráfica de las imágenes, no había censura de la muerte o la evisceración del animal.
En la serie de cuatro, Ramsay recibió críticas por "pesca cielo" de frailecillos, con el cuello roto y comer corazones crudos de dos aves, una tradición local en Islandia. Ofcom recibió 42 quejas, pero no hay reglas que se consideraran rotas.

## Lanzamiento en DVD

### Norteamérica
BFS Entertainment ha lanzado las primeras tres series de The F Word en DVD en la región 1. La serie cuatro fue puesto lanzado el 20 de abril de 2010. La serie de cinco fue liberado el 25 de octubre de 2011.
| Nombre del DVD       | N.º de episodios | Fecha de lanzamiento  |
| -------------------- | ---------------- | --------------------- |
| The F Word- Series 1 | 9                | 17 de febrero de 2009 |
| The F Word- Series 2 | 8                | 17 de marzo de 2009   |
| The F Word- Series 3 | 9                | 6 de octubre de 2009  |
| The F Word- Series 4 | 12               | 20 de abril de 2010   |
| The F Word- Series 5 | 12               | 25 de octubre de 2011 |

### Reino Unido
IMC Vision ha lanzado todas las 4 series de The F Word en DVD en la Región 2.
| Nombre del DVD           | N° de episodios | Fecha de lanzamiento  |
| ------------------------ | --------------- | --------------------- |
| The F Word- Series 1 & 2 | 8               | 22 de octubre de 2007 |
| The F Word- Series 3     | 9               | 10 de marzo de 2008   |
| The F Word- Series 4     | 12              | 27 de octubre de 2008 |

- Datos: Q2001073